# Notazione della danza
La notazione della danza è la trasposizione grafica dei movimenti danzati. La danza è un'arte effimera per sua natura, e sino all'invenzione dei mezzi per filmare le coreografie, che consentono al giorno d'oggi a ballerini, insegnanti, coreografi e maître de ballet, di imparare e di riprodurre un balletto, dopo tempo dalla sua creazione, era fondamentale elaborare un metodo per annotare i movimenti dei balletti.

## Storia
Una testimonianza della trascrizione dei movimenti di danza, da parte dei popoli antichi, è costituita dalle raffigurazioni pittoriche delle tombe o dei vasi di popoli come ad esempio i greci. Sono stati poi elaborati nel tempo sistemi sempre più complessi, nel tentativo di fissare il movimento in modo sempre più preciso, al fine di poter riprodurre le coreografie a distanza di tempo dalla loro creazione.  Autorevoli trattati che illustrano l'esecuzione dei passi vennero pubblicati sia nel Cinquecento, come l'Orchésographie di Thoinot Arbeau (1588), sia nel Settecento, come la Chorégraphie di Raoul-Auger Feuillet (1700), che riporta il sistema ideato dal suo maestro Pierre Beauchamp. Nell'Ottocento troviamo la Sténochorégraphie di Arthur Saint-Léon (1852). Nel 1879, in Russia, Vladimir Stepanov elaborò nel testo L'Alphabet des Mouvements du Corps Humain un sistema  basato parzialmente sulle note musicali. 
Nel Novecento sono stati elaborati sistemi basati su simboli come la Notazione Laban (detta anche cinetografia) e la Notazione Benesh
Nel 1940 Ann Hutchinson ha fondato negli Stati Uniti il Dance Notation Bureau.